# Fampoux
 Fampoux  es una población y comuna francesa, situada en la región de Norte-Paso de Calais, departamento de Paso de Calais, en el distrito de Arras y cantón de Arras-Sud.

## Demografía
| 946 | 946 | 1199 | 1123 | 1016 | 1071 |
| Para los censos de 1962 a 1999 la población legal corresponde a la población sin duplicidades (Fuente: INSEE [Consultar]) |     |      |      |      |      |